# Циклогексен
Циклогексе́н (гѐксанафтиле́н) — органическое соединение, шестиуглеродный циклоолефин с молекулярной формулой C6H10. При комнатной температуре — бесцветная легковоспламеняющаяся жидкость.

## Свойства
Циклогексен представляет собой бесцветную жидкость с неприятным запахом, несколько напоминающим запах нефтепродуктов. Слабо растворяется в воде, смешивается с органическими растворителями.
Неагрессивен по отношению к алюминию и нержавеющей стали.

## Применение

### Использование циклогексена на предприятиях химической промышленности
Циклогексен используется для синтеза адипиновой кислоты и малеиновой кислоты. Находит применение в производстве некоторых производных для производства лекарств.

### Применение циклогексена в качестве органического растворителя
Циклогексен также является хорошим растворителем в химической промышленности и для клеев.

### Пищевая промышленность
Циклогексен задействован на предприятиях пищевой промышленности в качестве ароматизатора и экстрагента, что обусловлено его относительно низкой токсичностью.

### Использование циклогексена на предприятиях сельского хозяйства
Циклогексен и его производные используются в сельском хозяйстве.
Структурные аналоги циклогексена и его производные (тетрагидробензальдегид, и другие) проявляют бактерицидную и фунгицидную активность.

## Получение
Бензол превращается в циклогексилбензол катализируемым кислотой алкилированием циклогексеном. Циклогексилбензол является предшественником как фенола, так и циклогексанона.
Гидратация циклогексена дает циклогексанол, который может быть дегидрирован с образованием циклогексанона, предшественника капролактама.
Окислительное расщепление циклогексена дает адипиновую кислоту. Перекись водорода используется в качестве окислителя в присутствии вольфрамового катализатора.
Циклогексен также является предшественником малеиновой кислоты, дициклогексиладипата и циклогексеноксида. Кроме того, он используется в качестве растворителя.

## Безопасность
Циклогексен легко воспламеняется. Смеси циклогексена с воздухом взрывоопасны.

## Биологическое действие
Циклогексен — малотоксичное вещество. В соответствии с ГОСТом 12.1.007-76 по воздействию на организм относится к 4-му классу опасности.
При вдыхании высокой концентрации паров циклогексен вызывает функциональные расстройства центральной нервной системы. Обладает общетоксическим и наркозоподобным действием. Раздражает слизистые оболочки глаз и кожи.
Рекомендуемая ПДК в воздухе рабочей зоны — 50 мг/м³, ЛД50 для крыс при пероральном введении составляет 1407 мг/кг.